# Broder J. Merkel
Broder J. Merkel (* 23. August 1949 in Münster) ist ein deutscher Hydrogeologe und Professor für Hydrogeologie, zuletzt an der Technischen Universität Bergakademie Freiberg.

## Leben
Merkel legte 1968 in Schwerte sein Abitur ab und studierte anschließend Chemie und Geologie an der TU München, promovierte dort im Jahr 1983 und habilitierte 1992 an der Universität Kiel.
Von 1993 bis September 2015 war er Professor für Hydrogeologie und Hydrochemie an der TU Bergakademie Freiberg. Von 1995 bis 2014 war er Direktor des dortigen Institutes für Geologie, fünf Jahre lang Dekan der Fakultät für Geowissenschaften, Geotechnik und Bergbau und von März 2014 bis März 2017 Prorektor für Forschung bzw. Prorektor für Strategieentwicklung.
Merkel initiierte 1995 die Internationale Konferenz Uranium Mining and Hydrogeology (UMH), die siebenmal in Freiberg tagte (1995–2014). Er war Sprecher eines DFG-Graduiertenkollegs und beschäftigte sich insbesondere mit arider Hydrogeologie, Einfluss des Bergbaus auf das Wasser, der Speziation von Elementen und der numerischen Modellierung von Grundwasserströmung, chemischen Reaktionen und der Reaktiven Transportmodellierung. Er war Mitgründer des Studienganges Geoökologie in Freiberg im Jahr 1997 und rief im Jahr 2010 den internationalen (englisch-sprachigen) Master-Studiengang Groundwater Management ins Leben. Im Jahr 2001 gründete er mit anderen das Scientific Diving Center an der Technischen Universität Bergakademie Freiberg und etablierte zwei Lehr-Module zum wissenschaftlichen Tauchen, die in verschiedenen Studiengängen genutzt werden können. Merkel ist Gründer des Open Access Journals „Freiberg Online Geoscience (FOG)“.